# Nototheniops
Nototheniops és un gènere de peixos pertanyent a la família dels nototènids.

## Distribució geogràfica
Es troba al Pacífic sud-oriental (Xile) i l'oceà Antàrtic (l'extrem septentrional de la península Antàrtica i les illes de Pere I, Shetland del Sud i Òrcades del Sud).

## Taxonomia
- Nototheniops larseni (Lönnberg, 1905)[6]
- Nototheniops nybelini (Balushkin, 1976)[7]
- Nototheniops tchizh (Balushkin, 1976)[7][8][9][10][11][12]